# Agulla flexa
Agulla flexa är en halssländeart som beskrevs av Carpenter 1936. Agulla flexa ingår i släktet Agulla och familjen ormhalssländor. Inga underarter finns listade i Catalogue of Life.